# انتخابات ریاست‌جمهوری لبنان (۲۰۲۵–۲۰۲۲)
انتخابات ریاست‌جمهوری لبنان (۲۰۲۵–۲۰۲۲) یک انتخابات غیرمستقیم برای انتخاب رئیس‌جمهور لبنان پس از پایان دوره مسئولیت محدود میشل عون از حزب جنبش میهنی آزاد، رئیس‌جمهور فعلی این کشور در ۳۱ اکتبر ۲۰۲۲ بود. فرمانده نیروهای مسلح لبنان، جوزف عون (بدون رابطه با میشل)، در دور دوم رای‌گیری در سیزدهمین جلسه پارلمان در ۹ ژانویه ۲۰۲۵ با کسب ۹۹ رای به عنوان رئیس‌جمهور لبنان انتخاب شد. او در همان روز با حفظ سمت خود به عنوان فرمانده نیروهای مسلح لبنان، به عنوان چهاردهمین رئیس‌جمهور لبنان و پنجمین فرمانده ارتش انتخاب شد و نقش رئیس دولت را بر عهده گرفت.